# Wang Bingyu
Wang Bingyu (chinesisch 王冰玉, Pinyin Wáng Bīngyù; * 7. Oktober 1984 in Harbin) ist eine ehemalige chinesische Curlerin. Sie war Mitglied des Harbin Curlingclubs und spielte auf der Position des Skip.

## Karriere
Ihre erste internationale Meisterschaft war die Junioren-B-Weltmeisterschaft 2004. Beim Debüt eines chinesischen Teams bei der Weltmeisterschaft 2005 vertrat sie China als Skip. Bei der Weltmeisterschaft 2008 konnte sie zusammen mit ihren Teamkolleginnen als erstes asiatisches Team eine Medaille (Silber) bei einer WM gewinnen. Im folgenden Jahr zeigte man bei der WM in Südkorea von allen Teams die stärksten und konstantesten Leistungen und wurde Weltmeister. Ihre letzte Medaille bei einer Weltmeisterschaft gewann sie 2011 durch einen dritten Platz. Wang führte als Skip die chinesische Mannschaft durchgehend von 2005 bis 2013 und dann wieder bei der Weltmeisterschaft 2017, bei der sie aber nur den 11. Platz erreichte.
Beim Curling-Continental-Cup 2008 wurde sie zur besten Spielerin ausgezeichnet. Im Januar 2010 erhielt ihr Team die Auszeichnung des chinesischen Staatssenders CCTV als beste chinesische Mannschaft des Jahres 2009.
Wang hat elfmal an der Pazifik-Asienmeisterschaft teilgenommen und stand jedes Mal im Finale. 2006, 2007, 2008, 2009, 2011 und 2012 gewann sie die Goldmedaille, 2004, 2005, 2010, 2013 und 2016 die Silbermedaille.
Bei den Olympischen Winterspielen 2010 in Vancouver gewann sie mit ihrer Mannschaft die Bronzemedaille. Das Spiel um Platz 3 gewannen sie gegen das Schweizer Team um Skip Mirjam Ott mit 12:6. Vier Jahre später war sie bei den Olympischen Winterspielen 2014 in Sotschi wieder dabei, konnte aber nur den siebten Platz erreichen. Im Dezember 2017 sicherte sie sich und ihrem Team beim Olympischen Qualifikationsturnier in Pilsen einen der beiden letzten Startplätze für die Olympischen Winterspiele 2018 in Pyeongchang. Dort kam sie nach vier Siegen und fünf Niederlagen in der Round Robin auf den fünften Platz und verpasste damit den Einzug in die Finalrunde.
Am 11. Oktober 2010 gewann ihre Mannschaft – als erste nicht-kanadische Mannschaft überhaupt – ein Grand-Slam-Turnier der World Curling Tour. Im Finale der Curlers Corner Autumn Gold Curling Classic besiegte sie das Team um Desiree Owen.
Im November 2018 gab Wang ihren Rücktritt vom aktiven Curlingsport bekannt.

## Privatleben
Wang ist verheiratet und hat zwei Kinder.